# Blakea calyptrata
Blakea calyptrata är en tvåhjärtbladig växtart som beskrevs av Henry Allan Gleason. Blakea calyptrata ingår i släktet Blakea och familjen Melastomataceae. Inga underarter finns listade i Catalogue of Life.